# Bahia ambrosioides

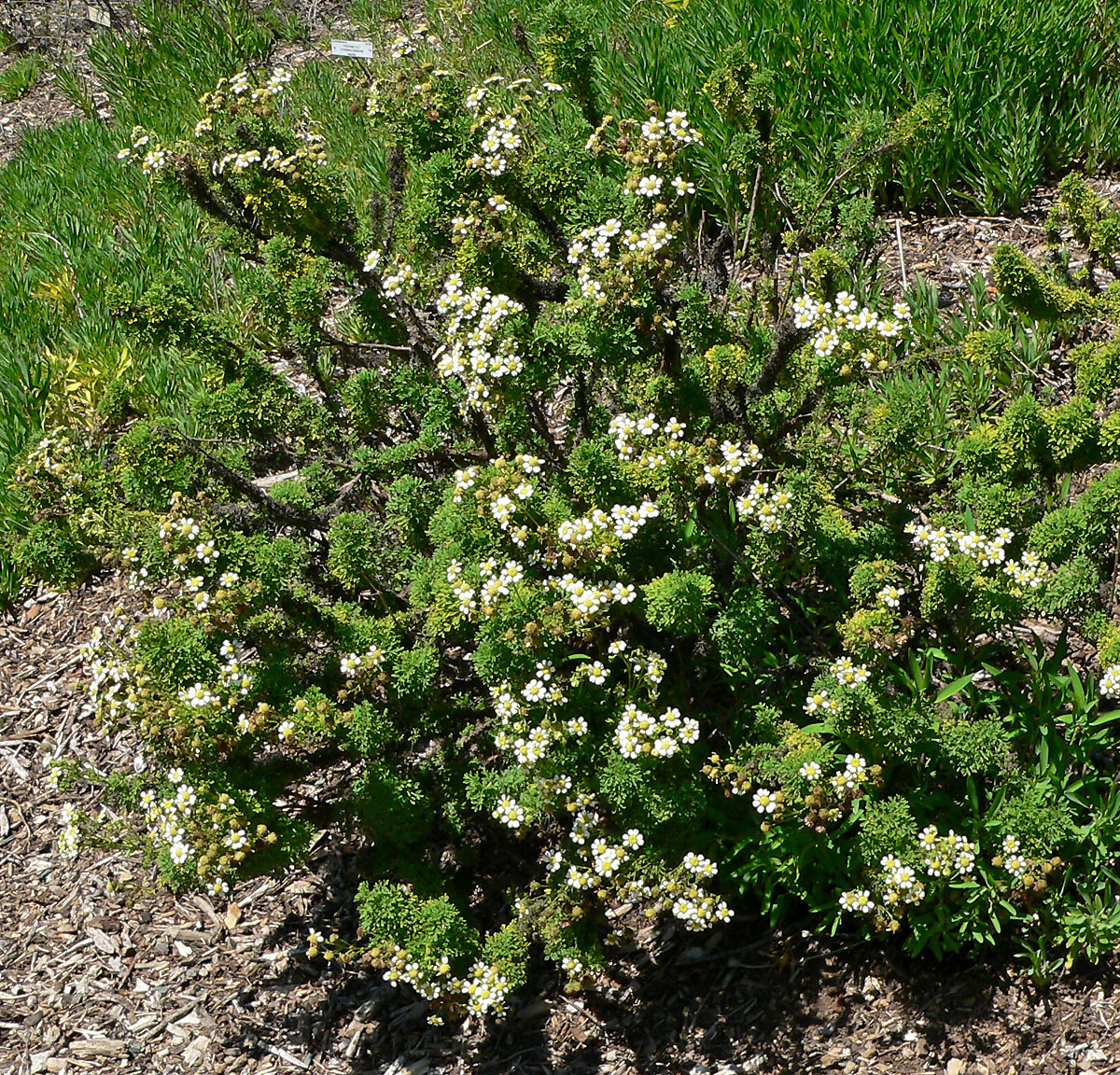
Vista de la planta

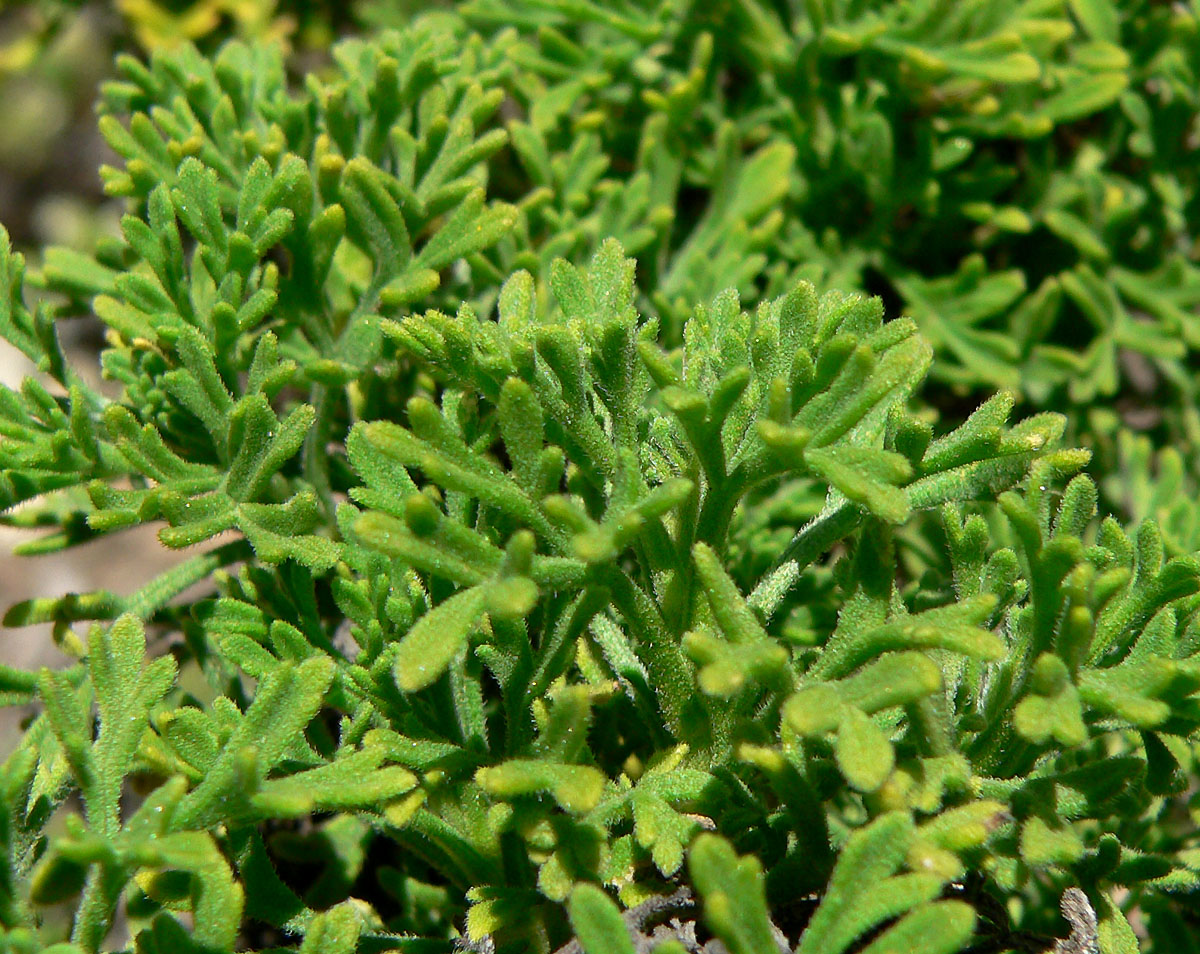
Detall de les fulles

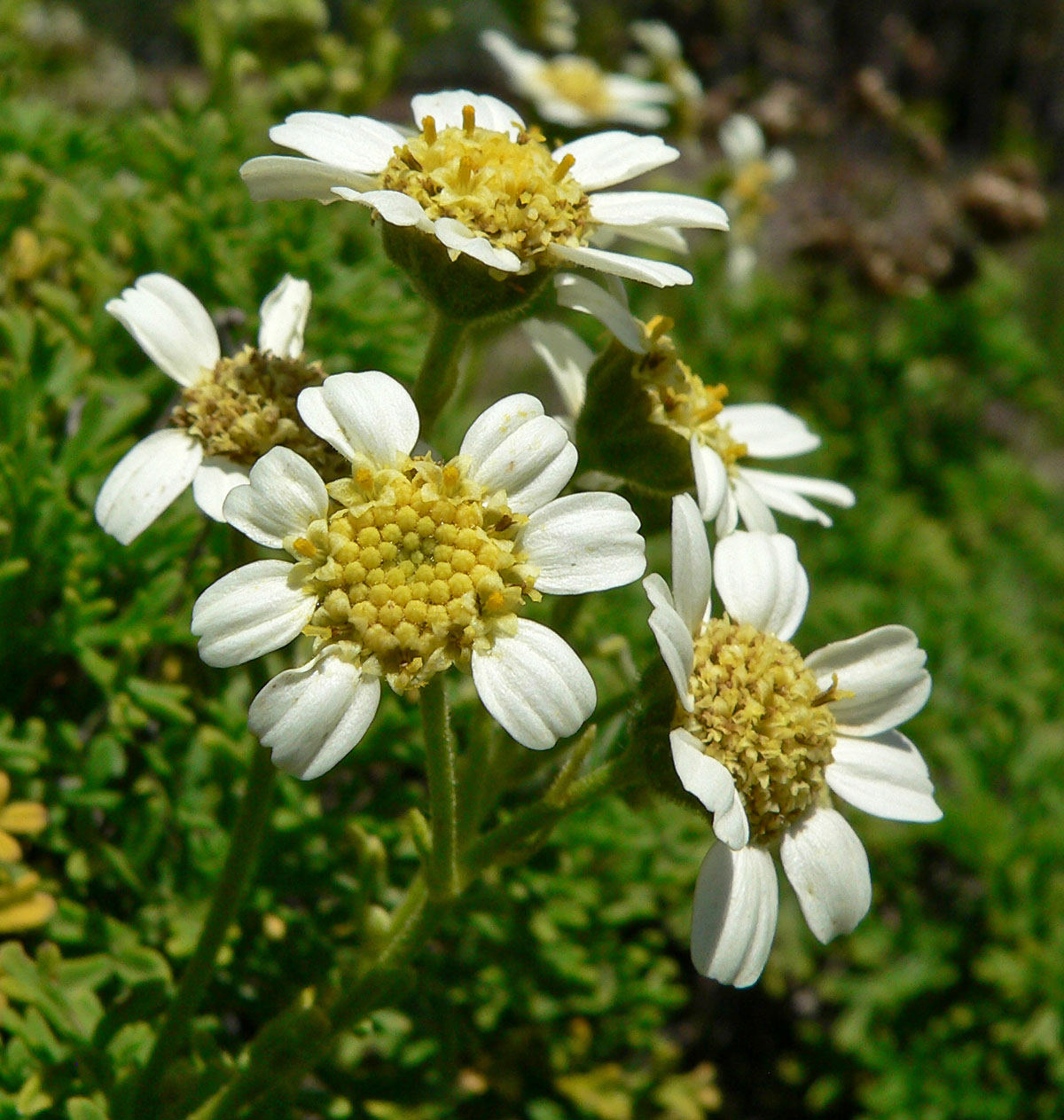
Detall de les flors

Bahia ambrosioides és una espècie de planta de la família de les Asteràcies endèmica de Xile. És un arbust perenne que es troba a vessants assolellades, o entre grups de roques més a l'interior de la franja costanera. És una espècie que s'usa com a planta ornamental. Se'l coneix amb el nom comú de "Chamizilla" o manzanilla cimarrona. El seu estat de conservació està catalogat com "abundant".

## Descripció

### El Port
Bahia ambrosioides fa unes mides d'1m d'alçada per un metre de diàmetre, d'aspecte globós, recobert de pilositat i resinós.

### Les Fulles
Les fulles són oposades, tripartides i bipinnades. Això fa que el conjunt de la copa es vegi lleuger malgrat la seva densitat. Són d'un color verd clar a vegades grisós.

### Les Flors
S'agrupen en capítols terminals de color blanc-crema amb el centre de color groc. Floreixen entre agost i desembre. Tal com són les fruits de les espècies del gènere de les compostes, aquests, presenten vil·là, ja que la dispersió de les llavors es realitza pel vent, sobretot a l'estiu.

## Distribució i hàbitat
Creix en el litoral i a l'illa de "Más Afuera" (també coneguda com a Isla Alejandro Selkirk; des de la II a la VIII Región, en vessants assoleiats, o entre grups de roques més a l'interior de la franja costanera.

## Taxonomia
Bahia ambrosioides va ser descrita per Persoon, Christiaan Hendrik

### Etimologia
- Bahia: En honor del botànic català Juan Francisco Bahí i Fonseca (1775-1841); va ser professor de botànica del Jardí Botànic de Barcelona i ocasionalment metge militar. Va ser membre del consulat de Barcelona i de la Junta de Comerç de la mateixa ciutat, que ordenar la instal·lació del Jardí Botànic. Bahí va publicar sobre medicina i agricultura. Va ensenyar agricultura al jardí botànic de la Real Junta de Comercio i va participar en l'edició, en 1815, de "Memorias de agricultura y artes", publicació en la que va inserir numbroses col·laboracions. Es va especialitzar en les malalties de l'olivera i en la creació de prats artificials. En 1816 va ser anomenat primer metge de l'hospital de Barcelona.
- ambrosioides: epítet específic del llatí Ambrosia que vol dir "menjar o perfum dels déus".